# Tor kolarski Saryarka
Tor kolarski Saryarka (kaz. «Сарыарқа» республикалық велотрегі, ros. Республиканский велотрек «Сарыарка») – kryty tor kolarski w Astanie, stolicy Kazachstanu. Został otwarty w 2011 roku. Może pomieścić 9195 widzów. Długość toru kolarskiego wynosi 250 m.
Tor został otwarty na początku 2011 roku. Obiekt stanął niedaleko Astana Areny. Za 250-metrowym torem kolarskim, wykonanym z drewna sosny syberyjskiej, znajdują się stałe trybuny, mogące pomieścić 9195 widzów. Przestrzeń wewnątrz toru może być aranżowana w zależności od potrzeb i służyć np. jako lodowisko, boisko do koszykówki czy ring. Poza główną halą, w pomieszczeniach obiektu znajduje się m.in. siłownia, baseny, sauna, sala konferencyjna, biura, hotel czy restauracja. Z zewnątrz arena swym kształtem przypomina kask rowerowy. W 2011 roku obiekt gościł zawody w short tracku oraz w łyżwiarstwie figurowym w ramach VII Zimowych Igrzysk Azjatyckich.